# Friedhelm Seifarth
Friedhelm Seifarth (* 16. November 1928) ist ein ehemaliger deutscher Fußballspieler. Von 1949 bis 1952 spielte er für die ZSG/BSG Stahl Altenburg in der DDR-Oberliga, der höchsten Spielklasse im DDR-Fußball.

## Sportliche Laufbahn
Im Sommer 1949 ging die Fußball-Ostzonenliga (später DDR-Oberliga) in ihre erste Saison. Unter den 14 Mannschaften hatte sich auch die ZSG Altenburg qualifiziert, zu deren Spieleraufgebot der 21-jährige Stürmer Friedhelm Seifarth gehörte. Er wurde im Verlauf der Saison 1949/50 in 15 der 26 Oberligaspiele eingesetzt und kam zu drei Toren. Auch in den folgenden zwei Oberligaspielzeiten spielte Seifarth kontinuierlich im Angriff der Altenberger, die ab Januar 1951 als BSG Stahl antraten. Von den 70 Oberligaspielen, die in diesem Zeitraum ausgetragen wurden, bestritt er 60 Partien und kam auf neun Tore. Nach der Saison 1951/52 musste die BSG Stahl in die DDR-Liga absteigen, und Seifarth war danach für ein Jahr nicht in den oberen Fußball-Ligen vertreten.
Erst zur Saison 1953/54 erschien Seifarth im Aufgebot des DDR-Liga-Aufsteigers BSG Chemie Glauchau. Mit ihm erreichte der Neuling in seiner Staffel einen überraschenden zweiten Platz, an dem Seifarth mit 25 Einsätzen bei 26 Ligaspielen sowie als Torschützenkönig mit 16 Treffern beteiligt war. Auch in den nächsten Spielzeiten war er Stammspieler und verpasste bis 1957 nur zwei Ligaspiele. In der Übergangsrunde im Herbst 1955 zum Wechsel vom Sommer-Frühjahr-Spieljahr zur Kalenderjahr-Saison und in der Saison 1957 war er mit sieben bzw. fünf Treffern erneut bester Torschütze der Glauchauer. Nach der Spielzeit 1957 musste Glauchau aus der DDR-Liga absteigen. Dies bedeutete für den 29-jährigen Seifarth das Ende seiner Spielerlaufbahn im DDR-weiten Spielbetrieb. Er war zwischen 1949 und 1957 auf 75 Oberligaeinsätze mit zwölf Toren und zu 114 Einsätzen in der DDR-Liga mit 48 Toren gekommen.
Seifarth kehrte nach Altenburg zurück und übernahm ab 1961 das Training der BSG Motor (Nachfolger der BSG Stahl), die in der drittklassigen Bezirksliga Leipzig spielte. Er führte die Mannschaft 1963, 1965 und 1969 zur Bezirksmeisterschaft, scheiterte aber stets in den Aufstiegsspielen.